# North Bend (Ohio)
North Bend é uma vila localizada no estado norte-americano de Ohio, no Condado de Hamilton.

## Demografia
Segundo o censo norte-americano de 2000, a sua população era de 603 habitantes.
Em 2006, foi estimada uma população de 604, um aumento de 1 (0.2%).

## Geografia
De acordo com o United States Census Bureau tem uma área de
3,0 km², dos quais 2,8 km² cobertos por terra e 0,2 km² cobertos por água.

## Localidades na vizinhança
O diagrama seguinte representa as localidades num raio de 8 km ao redor de North Bend.